# Bartodzieje (Grande-Pologne)
Pour les articles homonymes, voir Bartodzieje.
Bartodzieje (prononciation : [bartɔˈd͡ʑejɛ]) est un village polonais de la gmina de Wągrowiec dans le powiat de Wągrowiec de la voïvodie de Grande-Pologne dans le centre-ouest de la Pologne.
Il se situe à environ 6 km au nord de Wągrowiec (siège de la gmina et du powiat) et à 53 km au nord-est de Poznań (capitale de la voïvodie).
Le village possédait une population de 261 habitants en 2013

## Histoire
De 1975 à 1998, le village faisait partie du territoire de la voïvodie de Piła.

Depuis 1999, Bartodzieje est situé dans la voïvodie de Grande-Pologne.